# Zawody w koszeniu trawy w Kupres
Zawody w koszeniu trawy w Kupres – tradycyjne coroczne zawody w koszeniu trawy rozgrywane w gminie Kupres w Bośni i Hercegowinie, na łące nazywanej Strljanica. W 2020 roku zostały wpisane na listę reprezentatywną niematerialnego dziedzictwa kulturowego ludzkości  UNESCO.

## Historia
Tradycyjne zawody koszenia trawy są organizowane w pierwszą niedzielę lipca na łące zwanej Strljanica. Pierwsze wzmianki o zawodach pochodzą z 1786 roku. Zawodnicy koszą trawę kosami. W zawodach mogą uczestniczyć dorośli mężczyźni, którzy mają ukończone 18 lat. Wybieranych jest trzech najlepszych kosiarzy. Zwycięzca jest oceniany na podstawie czasu wykonania zadania, wysiłku oraz ilości skoszonej trawy. Otrzymuje zaszczytny tytuł kosbaš. Zawodnicy noszą tradycyjne stroje. Nie tylko koszą, ale muszą też wykazać się umiejętnością kucia i ostrzenia kos, ponieważ do koszenia łąk na tym terenie należy je odpowiednio przygotować.
Koszenie jest pracą dla mężczyzn, kobiety przygotowują posiłki i grabią skoszoną trawę. Głównym strażnikiem tej tradycji jest Stowarzyszenie Kosiarzy z Kupres (Kupreški kosci).

## Wpis na listę niematerialnego dziedzictwa UNESCO
Inicjatorem wpisu było stowarzyszenie Kupreški kosci, a dokumenty przygotowało Ministerstwo Kultury i Sportu. 17 grudnia 2020 roku Dani kosidbe na Kupresu zostały wpisane na listę niematerialnego dziedzictwa kulturowego podczas piętnastej sesji Międzyrządowego Komitetu ds. Ochrony Niematerialnego Dziedzictwa Kulturowego, która odbyła się w trybie online.